# Жералдо, Жилберто
Жера́лдо Жилбе́рто (порт. Geraldo Gilberto, род. 16 апреля 1962 года) — бразильский художник-живописец, педагог. Окончил институт живописи, скульптуры и архитектуры имени И. Е. Репина. Член Союза Художников Санкт-Петербурга в России, член Ассоциации художников города Сан-Паулу (Бразилия).

## Биография
Родился 16 апреля 1962 года в Сан-Паулу, Бразилия. В возрасте 16 лет стал членом Ассоциации художников г. Сан-Паулу. Учителями Жилберто в разные годы были испанский живописец Сальвадор Родригес Джуниор, художники Джованни Опиду и Санте Булло.
В 1999 году приехал в Россию, год учился в Московском художественном институте имени В. И. Сурикова в Москве на подготовительных курсах. В 2000 году переехал в Санкт-Петербург, поступил в Государственный академический институт живописи, скульптуры и архитектуры имени И. Е. Репина. Во время обучения в институте учился у таких преподавателей как: Ю. В. Калюта, В. И. Стеценко, С. А. Пичахчи, Г. И. Манашеров, В. В. Соколов, В. Ф. Руднев и В. А. Могилевцев. В 2007 году защитил диплом с отличием, под названием «Бразильские индейцы».
Жералдо получил высшие награды в престижных художественных конкурсах Бразилии, и был в качестве члена жюри во многих других художественных салонах. Художник постоянно принимает участие в персональных и групповых выставках. Работы художника находятся в частных коллекциях Бразилии, России, США, Китая, Франции, Испании и других странах.
В 2007 году Жилберто стал членом Российского Союза художников Санкт-Петербурга.
С 2020 года является руководителем кафедры рисунка и живописи Академии Искусств г. Принстон, штат Нью-Джерси, США

## Премии Жералдо на выставках
- 1987 год — Золотая медаль XIX художественного Салона г. Арарас. (Бразилия)
- 1987 год — Золотая медаль официального Салона г. Матао. (Бразилия)
- 1988 год — Золотая медаль III художественного Салона г. Арсебурго. (Бразилия)
- 1988 год — Золотая медаль официального Салона изобразительных искусств г. Матао. (Бразилия)
- 1988 год — Золотая медаль XII художественной выставки г. Сао-Жоао-де-Боа-Виста. (Бразилия)
- 1988 год — Золотая медаль IV Академического Салона в г. Кампинас. (Бразилия)
- 1990 год — Золотая медаль XVII Салона Искусств г. Лимейра. (Бразилия)
- 1991 год — Золотая медаль VIII Салона Искусств г. Посос-де-Калдас. (Бразилия)
- 1992 год — Золотая медаль III официального Салона Искусств г. Итаньяеннь. (Бразилия)
- 1994 год — Золотая медаль IV Бразильского Салона изобразительных искусств г. Риберао Прето. (Бразилия)
- 2001 год — Малая Золотая медаль 52 Салона изобразительных искусств г. Сан-Паулу. (Бразилия)
- 2001 год — Золотая медаль XXIV художественного Салона г. Илья-Бела. (Бразилия)
- 2003 год — Большая Золотая медаль 54 Салона изобразительных искусств г. Сан-Паулу. (Бразилия)
- 2005 год — 3 место на выставке лучших рисунков Академии Санкт-Петербурга — «Этюд драпировки». (Россия)
- 2007 год — участие в выставке «Традиции и современность» г. Санкт-Петербург — Лучшие рисунки за десятилетний период. (Россия)
- 2009 год — Лауреат первой степени всероссийского конкурса «Современный академический рисунок» г. Волгограда. (Россия)
- 2011 год — Диплом «Осенней выставки» Союза Художников г. Санкт-Петербурга. (Россия)
- Победитель конкурса 2012—2013 годов в категории «натюрморт» — Международного конкурса Салон 2012/2013 виртуального музея ARC. («Art Renewal Center»)[1].